# صورة نمطية

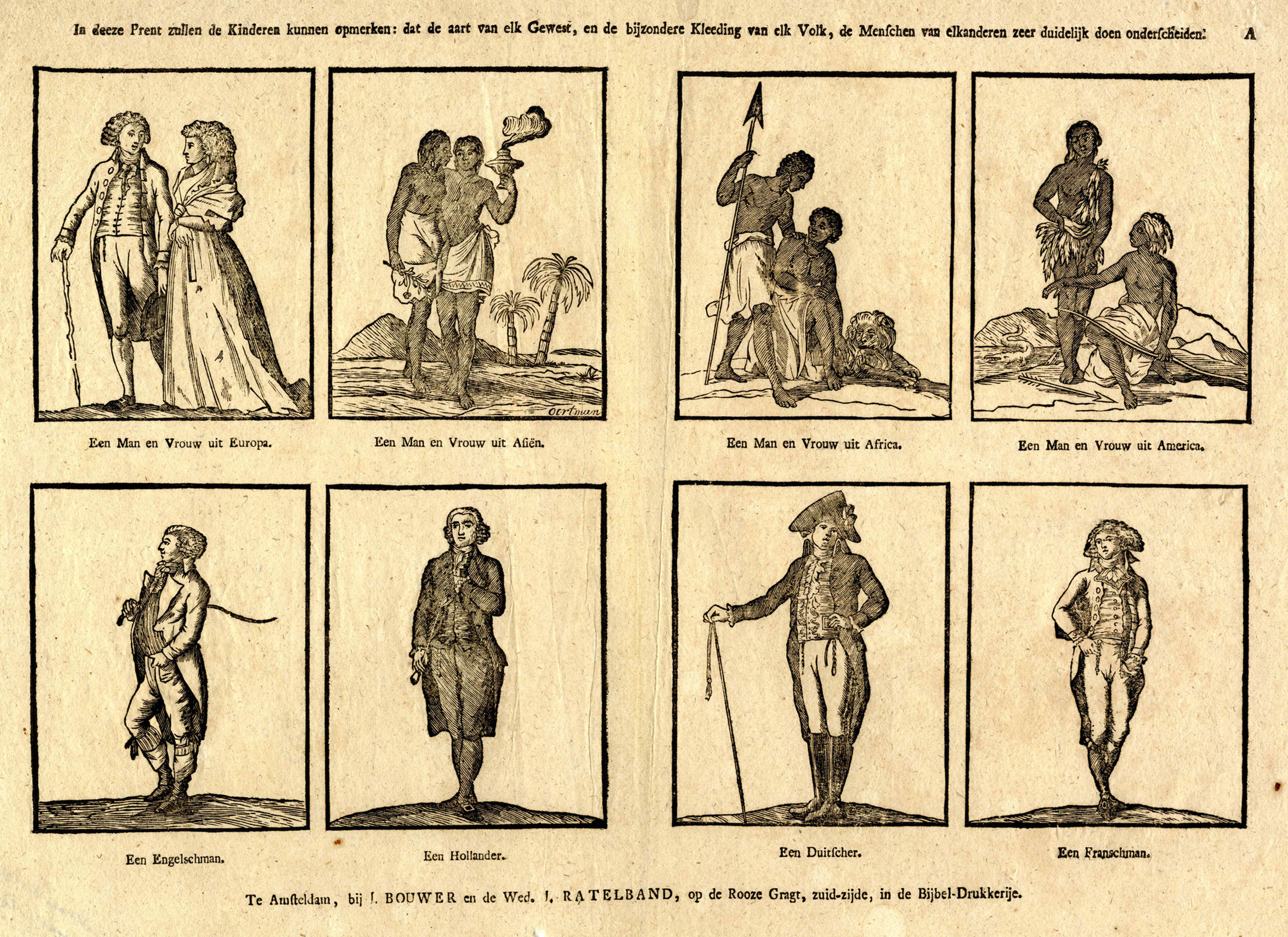
نقش هولندي من القرن الثامن عشر لشعوب العالم، يصور سكان آسيا، الأمريكيتين وأفريقيا كهمج. فيما يلي رجل إنجليزي، وهولندي، ألماني ورجل فرنسي.

الصورة النمطية أو القالب النمطي أو الفكرة المُقولبة أو القَولبة أو التنميط السلبي (وأحيانا تستخدم النمطية) و بالإنجليزية ("Stereotype") تعني الحكم الصادر لوجود فكرة مسبقة في شيوع فكرة معنية عن فئة معينة، فيقوم المدعي بإلباسها صفة العمومية أو فكرة مسبقة تلقي صفات معينة على كل أفراد طبقة أو مجموعة. واشتق منهما فعل فقيل التنميط والقولبة.

## النمطية
التفكير النمطي هو التفكير الذي يتبعه الشخص أو الأشخاص اعتمادا على الأفكار الجاهزة (يمكن إرجاعها إلى عادات وتقاليد وموروثات ثقافية ودينية).
فالأصولية والسلفية هي نماذج للتفكير النمطي وقد استخدمت عن الغرب للإشارة إلى المسيحيين (في أوروبا وأميركا) المتشددين الذي يؤكدون على تطبيق الكتاب المقدس حرفيا، وذلك قبل أن يوصف بها المجتمعات والحركات الإسلامية.
أيضا المقلدون هم نماذج للتفكير النمطي لأنهم يتبعون نهجا معينا بشكل تكراري دون الغوص في مبرراته.
هناك نوعية جديدة من التفكير النمطي وهي التأثر بالأفكار والمبادئ والإيمان بها (تولد قناعة) فمن ينتمي إلى حزب ويؤمن بأهدافه هو نمطي التفكير.
وهكذا نجد أن في أغلب الحالات أمام تفكير نمطي.
ما هو التفكير اللانمطي؟
هو التفكير المبدع – الإبداعي – وهو نشاط عقلي مركب وهادف توجهه رغبة قوية في البحث عن سلوك أو التوصل إلى نواتج أصلية لم تكن معروفة سابقا.
فعندما يرد تعبير الإبداع يتبادر إلى ذهن الناس أن هناك إنجاز خارق وهذا ليس بالضرورة أن يكون صحيح فللإبداع مستويات مختلفة وللإبداع أنواع:
- الإبداع التعبيري، وهو عبارة عن تطوير فكرة أو نواتج فريدة بغض النظر عن نوعيتها أو جودتها، كما في الرسومات العفوية للأطفال.
- الإبداع المنتج، هو البراعة في التوصل إلى نواتج دون عفوية مثل تطوير آلة موسيقية.
- الإبداع الابتكاري، هو براعة في استخدام مواد لإيجاد منتج جديد مثل اختراع أديسون للمصباح.
- الإبداع التجديدي، وهو قدرة الشخص على إحداث خرق في قانون أو نظرية معمول بها، مثل ما قدم كوبرنيكوس من إضافات على نظرية بطليموس في علم الفلك.
- الإبداع التخيلي، وهو نادر الحدوث ويقصد به التوصل إلى مبدأ أو نظرية أو فرضية جديدة.

مما سبق نجد أن التفكير النمطي غير معيب وهو حالة من التعلم وهو حالة هامة ويحتاج إليها في كثير من جوانب الحياة فالطبيب مثلا يتبع تفكيرا نمطيا لتشخيص حالة المريض، والميكانيكي يتبع تفكيرا نمطيا لحل مشكلة في السيارة، والكاتب يتبع تفكيرا نمطيا لعرض موضوعه، والشاعر يتبع تفكيرا نمطيا في التعبير عن ما يريد قوله وهكذا نجد أن النمطية في التفكير حالة هامة وأساسية في كثير من القضايا ومن أهمها الغرائز أيضا فمن يتزوج يتبع تفكيرا نمطيا وهكذا.
أما ما يروج له من تفكير لا نمطي بمعنى الخروج عن العادات والتقاليد فهذا أمر يجب تحديده بدقة فيجب التنكر لما هو سيئ منها والتمسك بما هو جيد (وهنا نجد أنفسنا مضطرين للعمل مع النمط وتحديد السيئ منها والجيد)
إن التجديد ومواكبة العصر والحضارة شيء رائع ولكن يجب علينا أن لا نتخلى عن أجمل الأشياء في التقاليد المتوارثة.

## التأثير
يمكن للنمطية أن يكون لها أثر سلبي وإيجابي. جوشوا أرنسون وكلاود م. ستيل قد قاما ببحث على الأثار النفسية من النمطية، وخصوصا الأثر على النساء الأمريكيات أفارقة الأصل. لقد تجادل الاثنان أن بحثهما هذا أظهر أن العداوة شديدة في حالة الاختلاط مع الأخرين.
وفي دراسة أخرى على الذكور البيض، معظمهم طلاب جامعة الهندسة، حيث طلب منهم حل مسائل رياضية معقدة؛ تم قسمهم إلى قسمين: قيل للقسم الأول أن الطلاب الأسيويين أفضل منهم. تبين في النهاية أن المجموعة الأولى حصلوا على علامات ضعيفة بالنسبة إلى الثانية.
احتمال آثار النمطية على الفرد:
- التفسير اللامنطقي للفرد أو التجاهل التام في بعض الأحيان.
- عدم الرغبة في تغيير تصرفات شخص تجاه مجموعة منمطة من البشر.
- منع بعض الأشخاص من مجموعات منمطة من القبول أو النجاح في النشاطات أو المجالات.

## وصلات خارجية
- "كيف تؤثر الصور النمطية المنوطة بالجنسين في التطلعات المهنية الصاعدة" – محاضرة من إلقاء عالم الاجتماع شيلي كوريل من جامعة ستانفورد بتاريخ 21 أكتوبر 2010 (بالإنجليزية)
- مقابلة مع عالمي علم الاجتماع النفسي سوزان فيسك ومايك نورث حول التصوير النمطي للأشخاص الكبيرين في السن (بالإنجليزية)
- التصوير النمطي - شبكة علم النفس الاجتماعي (بالإنجليزية)
- التصوير النمطي على أساس العمر والحالة الصحية (بالإنجليزية)